# St. Jude Children's Research Hospital
Le St. Jude Children's Research Hospital (Hôpital de recherche pour enfants St. Jude), fondé en 1962, est un centre de traitement et de recherche pédiatrique axé sur les maladies catastrophiques des enfants, en particulier la leucémie et d'autres cancers. L'hôpital coûte environ 2,8 millions de dollars par jour pour fonctionner, mais les patients ne sont pas facturés pour leurs soins. Il est situé à Memphis, Tennessee, et est une société médicale à but non lucratif désignée comme une organisation exonérée d'impôt 501 (c) (3) par l'Internal Revenue Service. St. Jude traite les nourrissons, les enfants, les adolescents et les jeunes adultes jusqu'à 21 ans et pour certaines affections, 25 ans.

## Histoire
St. Jude a été fondé par l'acteur et producteur américain Danny Thomas en 1962, avec l'aide de Lemuel Diggs et d'un ami proche de Thomas originaire de Miami, le concessionnaire automobile Anthony Abraham. L'hôpital a été fondé sur le principe que « aucun enfant ne doit mourir à l'aube de la vie ». Cette idée résultait d'une promesse que Thomas, un catholique maronite, avait faite à un saint des années avant la fondation de l'hôpital. Thomas était un comédien qui avait du mal à percer dans sa carrière et de tirait le diable par la queue. Quand son premier enfant était sur le point de naître, il a assisté à la messe à Détroit et a mis sept dollars dans le bac à offrandes. Il a prié Saint Jude Thaddée pour un moyen de subvenir aux besoins de sa famille, et environ une semaine plus tard, il a obtenu un contrat qui a payé 10 fois ce qu'il avait mis dans le bac à offrandes. Après cette période, Thomas a cru au pouvoir de la prière. Il a promis à saint Jude Thaddeus que si le saint le faisait réussir, il lui construirait un jour un sanctuaire. Des années plus tard, Thomas est devenu un comédien ayant énormément de succès et a construit l'hôpital de recherche pour enfants de St. Jude comme un sanctuaire à Saint Jude Thaddée pour honorer sa promesse.
En 1957, Thomas, un Libanais-Américain, a fondé l'American Libanese Syrian Associated Charities (ALSAC), ce qui l'a aidé à réaliser son rêve. ALSAC est également l'organisation de collecte de fonds de St. Jude. Depuis que St. Jude a ouvert ses portes en 1962, l'ALSAC a eu la responsabilité de collecter les fonds nécessaires pour maintenir l'hôpital ouvert. Memphis a été choisi sur la suggestion du cardinal catholique Samuel Alphonsus Stritch, un natif du Tennessee qui avait été un conseiller spirituel de Thomas depuis qu'il a présidé la confirmation de Thomas dans la maison d'enfance de Thomas à Toledo, Ohio,.
Bien qu'il ait été nommé d'après le saint patron de Thomas, St. Jude n'est pas un hôpital catholique et est une institution laïque qui n'est affiliée à aucune organisation religieuse.
En 2007, la chaîne de restaurants Chili's a promis 50 millions de dollars pour financer la construction du centre de soins Chili's de sept étages, ajoutant 32 000 m2, offrant un espace pour le département des services de radiologie, The Pediatric Brain Tumor Consortium, deux étages de soins ambulatoires cliniques, un étage de cliniques et de salles pour patients hospitalisés, deux étages d'espace de laboratoire, un étage de bureau et un niveau inachevé pour une expansion future.
En 2014, le Centre Marlo Thomas pour l'éducation et la collaboration mondiales a été ouvert dans le cadre de l'hôpital. En 2017, la Graduate School of Biomedical Sciences St.Jude a accueilli sa première promotion de doctorants.

## L'hôpital

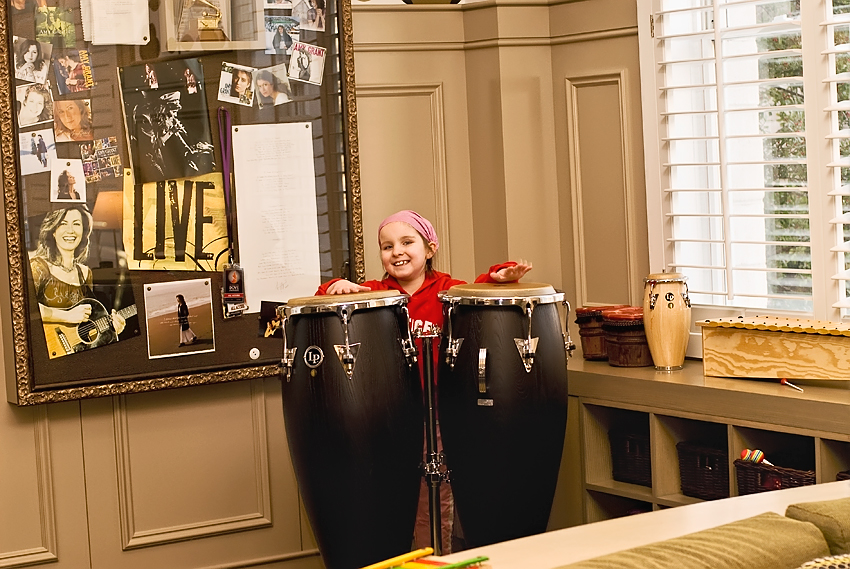
Une enfant jouant des congas dans la salle de musique Amy Grant au Target House, un des lieux d'hébergement du St. Jude Children's Research Hospital.

Les découvertes à St. Jude ont profondément changé la façon dont les médecins traitent les enfants atteints de cancer et d'autres maladies catastrophiques,. Depuis la création de St. Jude, le taux de survie pour la leucémie lymphoblastique aiguë, le type le plus courant de cancer infantile, est passé de 4 pour cent en 1962 à 94 pour cent aujourd'hui. Pendant cette période, le taux de survie global pour les cancers infantiles est passé de 20% à 80%. St. Jude a traité des enfants de partout aux États-Unis et de plus de 70 pays. Les médecins du monde entier consultent St. Jude sur leurs cas les plus difficiles. En outre, St. Jude a un programme international de sensibilisation pour améliorer les taux de survie des enfants atteints de maladies catastrophiques dans le monde entier grâce au transfert de connaissances, de technologie et de compétences organisationnelles. St. Jude traite les nourrissons, les enfants, les adolescents et les jeunes adultes jusqu'à 21 ans et pour certaines conditions, jusqu'à 25 ans.

## Organisation
Donald Pinkel a été le premier directeur de St. Jude, en fonctions de 1962 à 1973. Son successeur, Alvin Mauer, a été directeur de 1973 à 1983. Joseph Simone a été le troisième directeur de l'hôpital de 1983 à 1992. Arthur W . Nienhuis a été PDG et directeur de St. Jude de 1993 à 2004. William E. Evans, cinquième directeur de l'hôpital, a été en fonctions de 2004 à 2014. Il a été remplacé par l'actuel PDG et administrateur James R. Downing le 15 juillet 2014.
En 2018, le directeur scientifique de St. Jude est James I. Morgan.
Le conseil d'administration de St. Jude est présidé par Christopher B. George, MD, et comprend Joyce Aboussie, Ruth Gaviria et Tony Thomas.